# Chapa negra

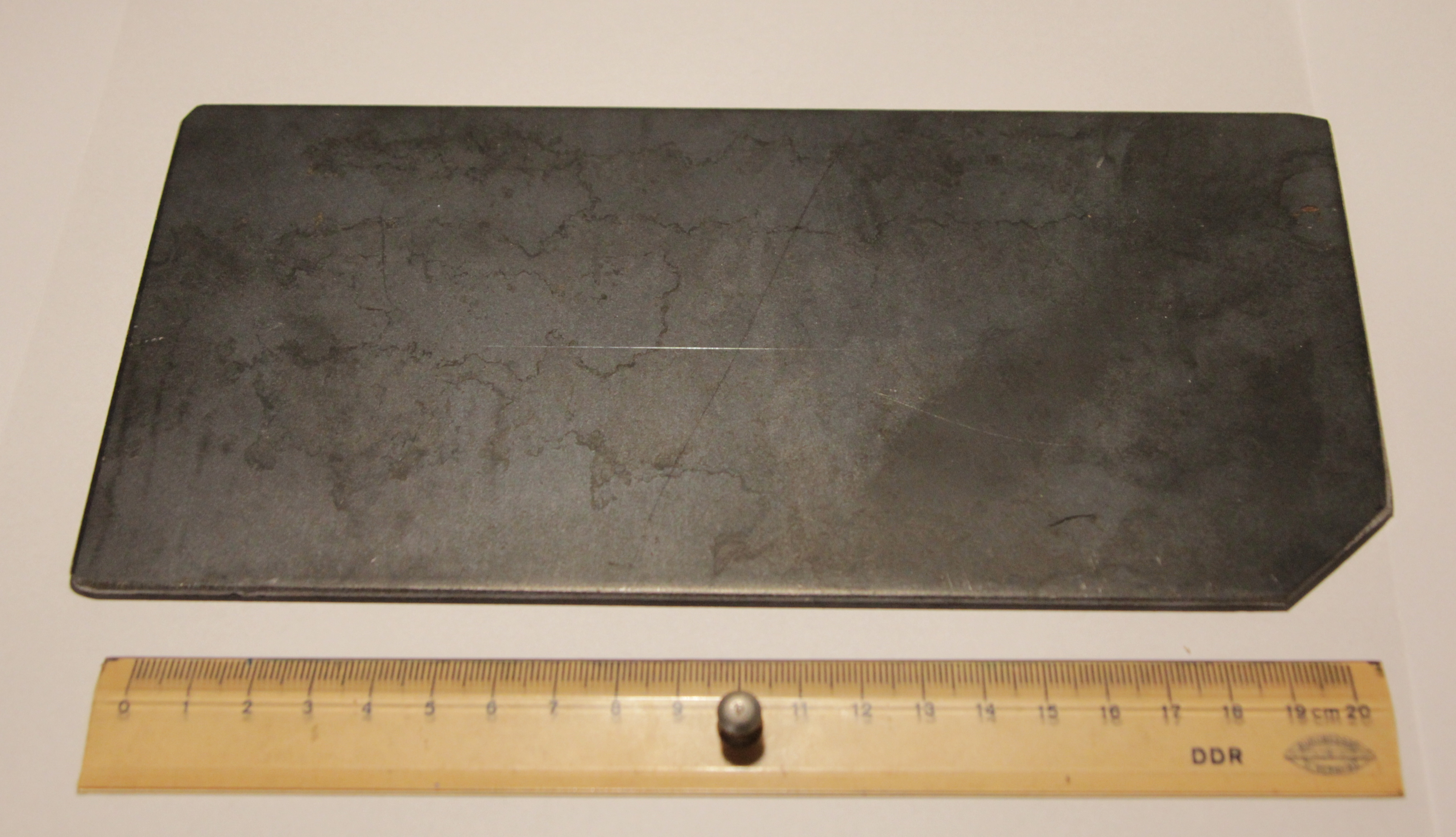
Un trozo de chapa negra cortada, de 4 mm de espesor

Se denomina chapa negra (nombre original en alemán Schwarzblech) a un tipo de chapa de hierro sin decapar, producida mediante laminación tanto en frío como en caliente.

## Fabricación y propiedades
La chapa negra está hecha de hierro sin estañar o de acero, y se somete a recocido directamente a la llama o en un horno. Su apariencia oscura es causada por la reacción del metal con el aire circundante. Durante la laminación en caliente, la chapa negra se puede fabricar con un espesor mínimo de aproximadamente 1,5 milímetros. Por el contrario, la chapa negra laminada en frío se puede hacer más delgada (es posible obtener espesores de 0,4 a 1,5 mm) y produce mejores calidades superficiales.